# Valutyinói csata
A valutyinói csata vagy Valutyino-hegyi csata 1812. augusztus 18-án (orosz változat szerint 19-én) zajlott le. Az oroszok utóvédje vívott csatát a franciákkal Lubino falu mellett (20 km-re keletre Szmolenszktől, a Dnyeper folyó jobb partján).
A csata egyéb elnevezései: lubinói csata, mivel a moszkvai úton e falu mellett vívták a csatát, ill. zabolotyevi csata, a Dnyeper és a moszkvai út között, az ütközet közelében fekvő faluról.

## Előzmények
A szmolenszki csata után az orosz hadsereg elhagyta a várost, augusztus 18-án este a Dnyeper északi (jobb) partján vonult vissza. Az orosz utóvéd nem tudta megtartani a franciákat Szmolenszk külvárosában. Ugyanazon a napon, a franciák megjavították a hidat, és augusztus 19-én üldözni kezdték a visszahátráló orosz hadsereget. Bagratyion 2. hadserege védte az átkelőt a Dnyeper folyón, úgy, hogy átkelt a folyón 50 km-re keletre a Szmolenszktől a moszkvai úton. A visszavonulás Barclay de Tolly 1. hadserege számára bonyolult volt, mert a Moszkvába vezető nagy úton a Dnyeper északi partján bármikor kitehették volna magukat az ellenséges tüzérség pusztító tüzének. Ezért az orosz fővezér úgy döntött, hogy bonyolultabb kerülőutakon vonul vissza: először északnak Porecsje felé, majd kelet felé a moszkvai út irányába.
A csapatok mozgásának meggyorsítására a sereget két hadoszlopra bontották. Az első hadoszlopot Tucskov altábornagy vezette, a porecsjei úton haladt Gorbunovóba, majd tovább a moszkvai úton Lubino környékére. Tucskov hadoszlopa a 2., 3., 4. gyalogsági és az első lovassági hadtestből állt. A második hadoszlop - az 5., 6. gyalogezred, a 2., 3. lovas hadtest és a teljes tüzérség – Dohturov parancsnoksága alatt messzebb – Sztabin környékén – északon keletre fordult a szolovini révnél.
A Friedrich Nikolai von Korff vezette utóvédnek kellett biztosítania a visszavonulást, majd megfordulva csatlakoznia 2. gyalogos hadosztályhoz. Tucskov hadoszlopának elővédje három gyalogos és egy huszárezredből állt, ezt küldték a moszkvai útra, hogy biztosítsák az utat a 2. hadsereg Gorcsakov herceg számára a valutyinói útkereszteződésnél. De Gorcsakov megtudta, hogy a franciák a prudiscsevói átkelő elfoglalására készülnek és megközelítették Tucskov előőrsét, feladta pozícióját és odaküldte Karpov kozákjait. Tucskov elérte a moszkvai utat, úgy gondolta, hogy ilyen „fontos stratégiai pont”, mint a lubinói útkereszteződés, csak gyenge biztosítást igényel. Az orosz parancsnok egy előnyösebb kiindulási pozíciót vett fel a Kolodnya folyónál és előre küldött egy kisebb különítményt.

## A csata

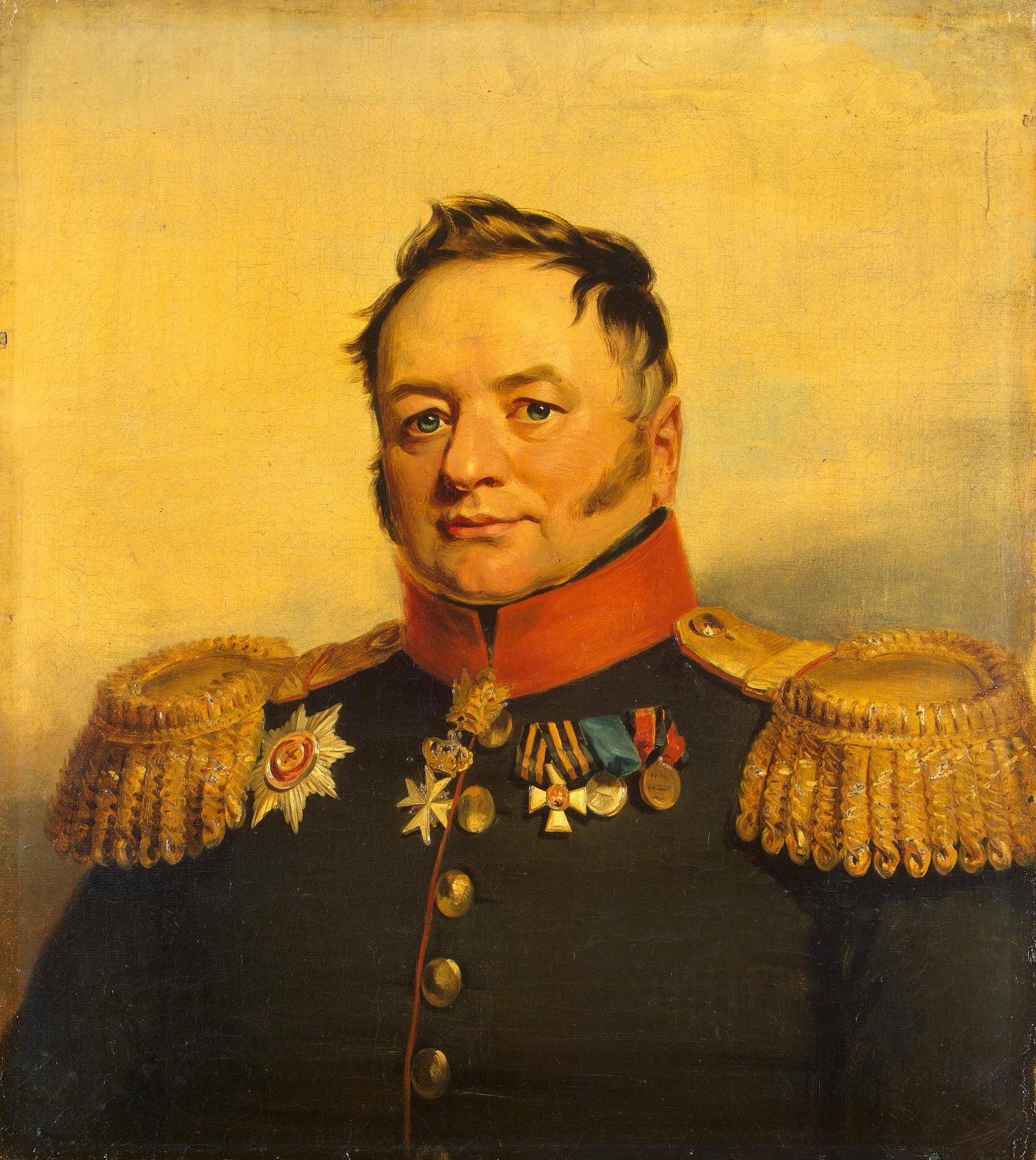
A csatában fogságba esett Tucskov tábornok

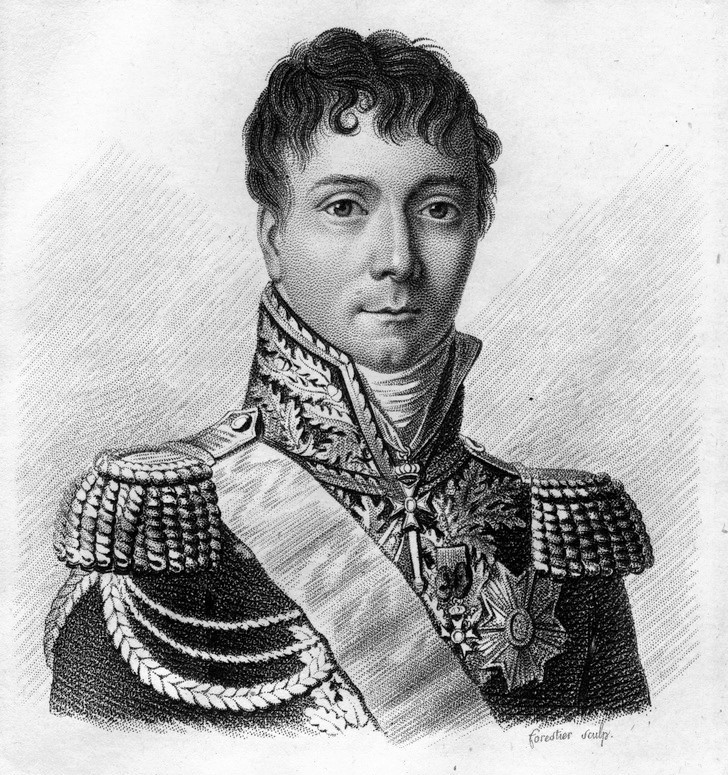
A csatában halálos sebet kapott Gudin tábornok

Augusztus 19-én hajnalban kiderült, hogy Baggehufwudt cári tábornok (orosz nevén Karl Fedorovics Baggovut) 2. hadteste nem is kezdte meg még a visszavonulást, mert az országúton túl sokan vonultak. Tekintettel a francia támadás növekvő veszélyére, az a döntés született, hogy ez a hadtest maradjon közvetlenül az erdőben. Hajnal előtt a franciák megkezdték az előrenyomulást. Grouchy marsall a porecsjei úton nyomult előre anélkül, hogy ismerte volna Barclay de Tolly távozásának valódi irányát. Ney marsall Gegyeonovo felé, Murat marsall pedig két lovas hadtesttel a moszkvai úton, mint a legvalószínűbb irányban. Körülbelül egy órával később Baggehufwudt tábornok Gegyeonovóhoz ért, és Ney legerősebb csapataival került összeütközésbe.
A harcot a Sztrogany folyónál vívták. Egy nagy tüzérségi előkészítés után Ney támadást indított az oroszok ellen, átkelt a Sztroganyon, de nem tudta elfoglalni a hegygerincet. Murat lovassági támadása a mocsaras talajon elakadt, és semmit sem ért el. Junot erői lezárták a csatateret, és Murat lovasságát sürgették, hogy támadják meg az oroszokat. Junot ahelyett, hogy saját maga cselekedett volna és döntő győzelmet ért volna el, Murat-ra várt. Pár órával később Ney elindította az utolsó támadást. A franciáknak sikerült kemény harcok árán elfoglalni a hegyet, de ekkor már Barclay de Tolly erői elmenekültek Lubino felé. Napóleon később megrótta Junot-t, hogy elhalasztotta a lehetőséget egy nagyobb orosz sereg szétverésére és kiengedte az oroszokat az eltervezett csapdából.

## Következmények
Mind a franciák, mind az oroszok súlyos veszteségeket szenvedtek. A franciák egyik legjobb tábornokának, Gudin-nek mindkét lábát elvitte egy ágyúgolyó, sebesülésébe később belehalt. Tucskov tábornok francia fogságba esett, két másik orosz tábornok is megsebesült. A franciák 8000 embert veszítettek.
Napóleon a csatatéren kitüntetéseket osztogatott, hogy felrázza fáradt, elcsigázott katonáit. Tucskovval titokban levelet íratott I. Sándor orosz cárnak, amelyben békeajánlatot tett neki, de választ nem kapott.

## Fordítás
- Ez a szócikk részben vagy egészben  a(z)   Бой у Валутиной горы című orosz Wikipédia-szócikk fordításán alapul.  Az eredeti cikk szerkesztőit annak laptörténete sorolja fel. Ez a jelzés csupán a megfogalmazás eredetét és a szerzői jogokat jelzi, nem szolgál a cikkben szereplő információk forrásmegjelöléseként.